# Josip Balatinac
Josip Balatinac (Kneževo, 7 marzo 1979) è un ex calciatore croato, di ruolo centrocampista.

## Carriera

### Club
Nel 1997, all'età di 18 anni, entrò nella prima squadra dell'Osijek come centrocampista talentuoso e con una grande prospettiva davanti a sé.
Rimase nei Bijelo-Plavi per le successive nove stagioni, scendendo in campo 202 volte e segnando 29 reti divenne una leggenda del club.
Finita l'esperienza nei pressi della Drava iniziò il rapido declino, passò per una stagione a Spalato dove giocò in campionato 16 partite segnando 3 reti, delle quali due segnate ai danni del Varteks Varaždin.
Terminata anche l'esperienza all'Hajduk Spalato rimase 6 mesi senza squadra per poi accasarsi per un breve periodo tra le file del Hrvatski Dragovoljac.

### Nazionale
Dopo aver fatto la trafila nella nazionali giovanili e raggiunto l'apice della carriera, esordì nel 2006 con i Vatreni subentrando nel secondo tempo in una partita amichevole contro la Corea del Sud. Fu l'unica partita in cui vesti la divisa della nazionale maggiore.

## Statistiche

### Cronologia presenze e reti in nazionale
| Cronologia completa delle presenze e delle reti in nazionale ― Croazia | Cronologia completa delle presenze e delle reti in nazionale ― Croazia | Cronologia completa delle presenze e delle reti in nazionale ― Croazia | Cronologia completa delle presenze e delle reti in nazionale ― Croazia | Cronologia completa delle presenze e delle reti in nazionale ― Croazia | Cronologia completa delle presenze e delle reti in nazionale ― Croazia | Cronologia completa delle presenze e delle reti in nazionale ― Croazia | Cronologia completa delle presenze e delle reti in nazionale ― Croazia |
| Data                                                                   | Città                                                                  | In casa                                                                | Risultato                                                              | Ospiti                                                                 | Competizione                                                           | Reti                                                                   | Note                                                                   |
| ---------------------------------------------------------------------- | ---------------------------------------------------------------------- | ---------------------------------------------------------------------- | ---------------------------------------------------------------------- | ---------------------------------------------------------------------- | ---------------------------------------------------------------------- | ---------------------------------------------------------------------- | ---------------------------------------------------------------------- |
| 29-1-2006                                                              | Hong Kong                                                              | Corea del Sud                                                          | 2 – 0                                                                  | Croazia                                                                | Amichevole                                                             | -                                                                      | 46’                                                                    |
| Totale                                                                 |                                                                        | Presenze                                                               | 1                                                                      |                                                                        | Reti                                                                   | 0                                                                      |                                                                        |

| Cronologia completa delle presenze e delle reti in nazionale ― Croazia under 21 | Cronologia completa delle presenze e delle reti in nazionale ― Croazia under 21 | Cronologia completa delle presenze e delle reti in nazionale ― Croazia under 21 | Cronologia completa delle presenze e delle reti in nazionale ― Croazia under 21 | Cronologia completa delle presenze e delle reti in nazionale ― Croazia under 21 | Cronologia completa delle presenze e delle reti in nazionale ― Croazia under 21 | Cronologia completa delle presenze e delle reti in nazionale ― Croazia under 21 | Cronologia completa delle presenze e delle reti in nazionale ― Croazia under 21 |
| Data                                                                            | Città                                                                           | In casa                                                                         | Risultato                                                                       | Ospiti                                                                          | Competizione                                                                    | Reti                                                                            | Note                                                                            |
| ------------------------------------------------------------------------------- | ------------------------------------------------------------------------------- | ------------------------------------------------------------------------------- | ------------------------------------------------------------------------------- | ------------------------------------------------------------------------------- | ------------------------------------------------------------------------------- | ------------------------------------------------------------------------------- | ------------------------------------------------------------------------------- |
| 9-10-1998                                                                       | Ta' Qali                                                                        | Malta under 21                                                                  | 0 – 3                                                                           | Croazia under 21                                                                | Qual. Europeo Under-21 2000                                                     | -                                                                               | 78’                                                                             |
| 1-9-2000                                                                        | Charleroi                                                                       | Belgio under 21                                                                 | 2 – 1                                                                           | Croazia under 21                                                                | Qual. Europeo Under-21 2002                                                     | -                                                                               | 63’                                                                             |
| 10-10-2000                                                                      | Koprivnica                                                                      | Croazia under 21                                                                | 3 – 1                                                                           | Scozia under 21                                                                 | Qual. Europeo Under-21 2002                                                     | -                                                                               | 81’                                                                             |
| Totale                                                                          |                                                                                 | Presenze                                                                        | 3                                                                               |                                                                                 | Reti                                                                            | 0                                                                               |                                                                                 |

| Cronologia completa delle presenze e delle reti in nazionale ― Croazia under 20 | Cronologia completa delle presenze e delle reti in nazionale ― Croazia under 20 | Cronologia completa delle presenze e delle reti in nazionale ― Croazia under 20 | Cronologia completa delle presenze e delle reti in nazionale ― Croazia under 20 | Cronologia completa delle presenze e delle reti in nazionale ― Croazia under 20 | Cronologia completa delle presenze e delle reti in nazionale ― Croazia under 20 | Cronologia completa delle presenze e delle reti in nazionale ― Croazia under 20 | Cronologia completa delle presenze e delle reti in nazionale ― Croazia under 20 |
| Data                                                                            | Città                                                                           | In casa                                                                         | Risultato                                                                       | Ospiti                                                                          | Competizione                                                                    | Reti                                                                            | Note                                                                            |
| ------------------------------------------------------------------------------- | ------------------------------------------------------------------------------- | ------------------------------------------------------------------------------- | ------------------------------------------------------------------------------- | ------------------------------------------------------------------------------- | ------------------------------------------------------------------------------- | ------------------------------------------------------------------------------- | ------------------------------------------------------------------------------- |
| 4-4-1999                                                                        | Kaduna                                                                          | Ghana under 20                                                                  | 1 – 1                                                                           | Croazia under 20                                                                | Mondiali Under-20 1999 - 1º turno                                               | -                                                                               |                                                                                 |
| 7-4-1999                                                                        | Kaduna                                                                          | Croazia under 20                                                                | 5 – 1                                                                           | Kazakistan under 20                                                             | Mondiali Under-20 1999 - 1º turno                                               | -                                                                               | 75’                                                                             |
| 10-4-1999                                                                       | Kaduna                                                                          | Croazia under 20                                                                | 0 – 0                                                                           | Argentina under 20                                                              | Mondiali Under-20 1999 - 1º turno                                               | -                                                                               | 83’                                                                             |
| 14-4-1999                                                                       | Calabar                                                                         | Brasile under 20                                                                | 4 – 0                                                                           | Croazia under 20                                                                | Mondiali Under-20 1999 - Ottavi                                                 | -                                                                               |                                                                                 |
| 5-5-1999                                                                        | San Donà di Piave                                                               | Italia under 20                                                                 | 2 – 1                                                                           | Croazia under 20                                                                | Amichevole                                                                      | -                                                                               | 51’                                                                             |
| Totale                                                                          |                                                                                 | Presenze                                                                        | 5                                                                               |                                                                                 | Reti                                                                            | 0                                                                               |                                                                                 |

## Palmarès

### Competizioni nazionali
- Coppa di Croazia: 1

Osijek: 1998-1999